# Maria Portocarreiro

Brasão de Armas da Casa de Portocarrero

Maria Portocarreiro (? - 1471) foi VII Senhora de Moguer e V Senhora de Villanueva del Fresno. Foi Senhora de Moguer por ter reclamado o direito sobre este Senhorio, facto que levou à atribuição do referido morgadio à sua pessoa em 1444, vencido os herdeiros de Luís Bocanegra.

## Historial
Este direito de sucessão explica-se pelo seu enlace matrimonial com João Pacheco, marquês de Villena. Este acontecimento foi decisivo para a história deste Senhorio pois levou a uma ascendência no círculo político castelhano. João Pacheco era proveniente de uma família com origens em Portugal que se havia casado para Castela no tempo do reinado de D. Henrique III de Castela durante o período que este esteve em Guerra com Portugal, teve a sorte de ser educado junto à pessoa do príncipe herdeiro, Henrique IV de Castela, de quem foi braço direito.
Maria Portocarreiro casou por duas vezes. O primeiro casamento foi considerado ilegal pelo fato do marquês de Villena ainda se encontrar casado com Juana de Luna. Só em  1456, o papa Calixto III autorizou João Pacheco e Maria Portocarreiro a proceder a um novo casamento dado a nulidade do anterior.  
O casamento permitiu a Maria de Portocarrieoro consolidar a sua herança, dada a importância do marido dentro da corte e a sua presença em momentos oficiais que lhe granjeavam poder. João Pacheco ampliou consideravelmente os bens e rendas da esposa e seus pelo matrimónio.
Deste casamento nasceram 11 filhos. Graças à extensão dos seus territórios foi possível proceder à criação de três morgadios o que contribuiu para conservar o já imenso poder patrimonial da família. 
Os morgadios foram criados em 1457 e 1465 por autorização do rei Henrique IV de Castela. Em 4 de Junho de 1457 foi criado em Segovia o Morgadio de Moguer e Villanueva del Freno, feito a favor do seu filho Pedro Portocarrero.
Maria de Porto carreiro morreu em 1471, ano em que segundo a Crónica de D. Henrique IV, fez o seu testamento.  O seu marido faleceu em 1474.